# Chalcoscirtus karakurt
Chalcoscirtus karakurt là một loài nhện trong họ Salticidae.
Loài này thuộc chi Chalcoscirtus. Chalcoscirtus karakurt được Yuri M. Marusik miêu tả năm 1991.